# باشگاه فوتبال هایفونگ
باشگاه فوتبال هایفونگ یک باشگاه فوتبال در شهر هایفونگ در کشور ویتنام می‌باشد که در لیگ برتر فوتبال ویتنام بازی می‌کند. این باشگاه در سال ۱۹۵۲ تأسیس گردید.